# Amir Katz
Amir Katz (in ebraico אמיר כץ‎?; Be'er Ya'akov, 15 luglio 1970) è un ex cestista israeliano.

## Carriera
Con Israele ha partecipato ai Campionati europei del 1993.

## Palmarès
- Coppa di Israele: 1

Bnei Herzliya: 1994-95